# Paul Johner
Paul Johner foi um jogador de xadrez da Suiça, com participação em diversos torneios internacionais. Participou da Olimpíada de xadrez de 1936 pela equipe Suiça, jogando no segundo tabuleiro. Seus melhores resultados em competições foi o primeiro lugar em foi o primeiro lugar em Copenhagem (1916), Berlim 1924 e Zurique (1925). Em Berlim 1928 ficou em quinto e em Dresden 1926 em sexto.